# Otokar Walter ml.

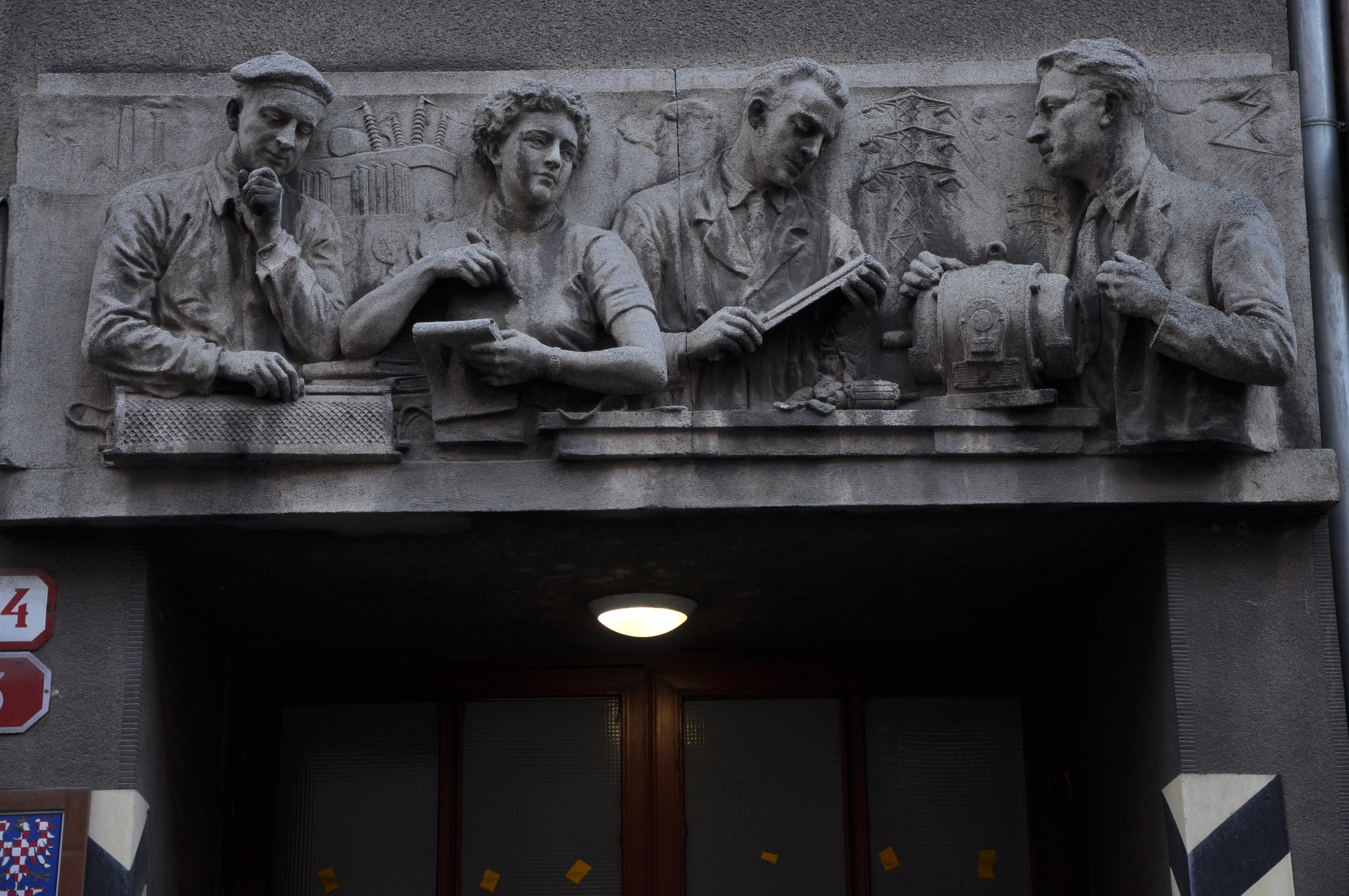
Otakar Walter ml. + Václav Jindřich: Reliéf na budově Filozofické fakulty v Plzni, 1955–1959

Otakar Walter (30. října 1890 Královské Vinohrady – 8. května 1963 Plzeň) byl český sochař.

## Biografie
Narodil se na Královských Vinohradech u Prahy jako syn řezbáře a sochaře Otokara Waltra a Antonie Waltrové. Záhy na to (1891) se oba rodiče odstěhovali do Plzně, kde už zůstali. Absolvoval CK reálku v Plzni až do kvarty, poté nastoupil na praxi u svého otce. Jeho otec po nějaký čas spolupracoval s Mikolášem Alešem a setkání s tímto umělcem prý ve Waltrovi probudila lásku k výtvarnu. V roce 1907 odešel studovat na umělecko-průmyslovou školu do Prahy.
V letech 1907–1910 studoval v Praze pod vedením Prof. J. Drahoňovského. Poté navázal speciálkou Prof. St. Suchardy. V roce 1913 absolvoval s výborným prospěchem a vrátil se do Plzně.
Pod záštitou otcova ateliéru začal s vlastní tvorbou. Z raných děl stojí za zmínku například busta Karla Klostermanna (1918), či reliéfy na tehdejší obchodní akademii. Podobiznám se Walter věnoval vůbec často a tvoří nemalou část jeho práce. To ho přivedlo k tvorbě plaket a pamětních desek. Na plzeňských hřbitovech je jich umístěna veliká řada. Proslavil se také prací „Kováři“ a „Slévači“, jakožto dynamickými sousošími oslavujícími práci dělníků Škodových závodů. Po první světové válce navrhl řadu pomníků na Plzeňsku, z výraznějších lze jmenovat pomník pro Kaznějov.
V roce 1926 se stal členem Svazu západočeských výtvarných umělců. Roku 1946 byl jmenován řádným členem Odborové organizace českých výtvarníků v Praze a roku 1948 je členem Svazu českých výtvarných umělců.
Od roku 1948 zpracovával především reliéfy, často s alegorickými motivy (Píseň práce atd., poplatně době). Vznikl tak například reliéf rokycanské nemocnice. Realistické cítění mu zajistilo živobytí i během komunistické éry.
Otakar Walter zemřel 8. května 1963 v Plzni.